# Mr. Magoo
Mr. Magoo és una pel·lícula estatunidenca dirigida per Stanley Tong, estrenada l'any 1997. Ha estat doblada al català.

## Argument
Quan una pedra preciosa, d'un valor inestimable, cau accidentalment a les seves mans, els lladres fan tot el possible per recuperar-la. Sense adonar-se'n, M. Magoo es troba llavors al bell mig de les situacions més perilloses. Una perillosa i sexy lladre de diamants i el seu estúpid acòlit, només té confiança cega en el seu nebot Waldo i el seu bulldog Angus per protegir-se…

## Repartiment
- Leslie Nielsen: M. Magoo
- Kelly Lynch: Luanne
- Matt Keeslar: Waldo
- Nick Chinlund: Bob Morgan
- Stephen Tobolowsky: Agent Chuck Stupak
- Ernie Hudson: Agent Gus Anders
- Jennifer Garner: Stacey Sampanahoditra
- Malcolm McDowell: Austin Cloquet
- Miguel Ferrer: Ortega Peru
- L. Harvey Gold: Schmitt
- Terence Kelly: McManus
- Bill Dow: Conservador del museu
- Jerry Wasserman: Javier

## Al voltant de la pel·lícula
- Aquest film és una adaptació dels famosos dibuixos animats de 52 episodis produïts els anys 1950.
- Crítica: "Guió previsible i insensat, parteix de la base que l'espectador és ximple"[3]